# Persulfat de potasiu
Persulfatul de potasiu (denumit și peroxidisulfat de potasiu) este un compus anorganic cu formula chimică K2S2O8. Este un solid alb, greu solubil în apă rece, dar solubil în apă caldă. Este o sare ce acționează ca agent oxidant puternic, adesea utilizat pentru inițierea reacțiilor de polimerizare.

## Obținere
Persulfatul de potasiu poate fi obținut printr-un proces de electroliză a unei soluții răcite de bisulfat de potasiu în acid sulfuric, în densitate mare de curent electric.
{\displaystyle {\ce {2 KHSO4 -> K2S2O8 + H2}}}